# Xaver Kraus
Xaver Kraus (* 10. Dezember 1934 in Reit im Winkl) ist ein ehemaliger deutscher Biathlet und Skilangläufer.
Xaver Kraus startete für den WSV Reit im Winkl. Er nahm 1966 in Garmisch-Partenkirchen erstmals an Biathlon-Weltmeisterschaften teil und wurde mit Peter Uhlig, Theo Merkel und Jürgen Seifert Zehnter im Staffelrennen. Ein Jahr später wurde er in Altenberg 16. des Einzels. Karrierehöhepunkt wurde die Teilnahme an den Olympischen Winterspielen 1968 in Grenoble. Kraus kam in beiden Rennen zum Einsatz. Im Einzel wurde er 39. und mit Herbert Hindelang, Theo Merkel und Gerhard Gehring Neunter des Staffelrennens. Im Skilanglauf wurde er 1964 über 15 Kilometer, 1965 über 30 Kilometer Bayerischer Meister. Mit der Staffel gewann er diese Titel auch von 1961 bis 1964 viermal in Folge sowie 1966, bis 1968 und 1970.